# Юзефс Петкевич
Юзефс Петкевич (латис. Juzefs Petkēvičs; 19 грудня 1940, Рига — 1 травня 2024, там само) — радянський і латвійський шахіст польського походження, міжнародний майстер (1980), гросмейстер (2002), тренер.

## Шахова кар'єра
Неодноразово вигравав чемпіонат Латвії, зокрема, в 1967, 1974 і 1985 роках. 1988 року здобув у Криниці-Здруй бронзову медаль командного чемпіонату Польщі (в складі клубу KSz Polonia Warszawa), а 1989 року в Мєтному посів 3-тє місце на чемпіонаті Польщі з бліцу. У 1994 виборов бронзову медаль індивідуального чемпіонату Латвії. Найбільший успіх у кар'єрі мав станом на у році 2002, вигравши у Наумбургу титул чемпіона світу серед ветеранів (гравців старших 60 років), і за це ФІДЕ присудила йому звання гросмейстера. У 1994, 1996 і 1998 роках тричі представляв кольори своєї країни на шахових олімпіадах.
Неодноразово брав участь у міжнародних турнірах, досягнувши успіхів, зокрема, в таких містах, як: Забже (1977, посів 2-ге місце позаду Райнер Кнаак), Ряшів (1977, посів 2-ге місце позаду Єжи Покойовчика), Лодзь (1979, 1-2-ге місце разом з Іваном Фараго), Слупськ (1979, посів 2-ге місце позаду Геннадія Тимошенка), Варшава (1987, посів 2-ге місце позаду Збігнєва Ясьніковського), Конгенс Лінгбі (1990, 1–3-тє місце разом з Люком ван Велі і Леонідом Юртаєвим), Еспоо (1991, 1-4-те місце разом із, зокрема, Яном Пшевозьніком), Санкт-Петербург (1997, 2–3-тє місце позаду Леоніда Юртаєва), Вісла (1999, 1-2-ге місце разом з Павелом Ярачем).
Найвищий рейтинг Ело в кар'єрі мав станом на 1 січня 1988 року, коли досягнувши 2465 очок, ділив 75-80-е місце серед радянських шахістів.

## Зміни рейтингу
| На цьому місці має відображатися графік чи діаграма, однак з технічних причин його відображення наразі вимкнено. Будь ласка, не видаляйте код, який викликає це повідомлення. Розробники вже працюють для того, щоби відновити штатне функціонування цього графіка або діаграми. | |
| | На цьому місці має відображатися графік чи діаграма, однак з технічних причин його відображення наразі вимкнено. Будь ласка, не видаляйте код, який викликає це повідомлення. Розробники вже працюють для того, щоби відновити штатне функціонування цього графіка або діаграми. |